# تلمبه شجاعی ۲
تلمبه شجاعی ۲ یک منطقهٔ مسکونی در ایران است که در دهستان نگار واقع شده‌است.